# Duke Nukem: Proyecto Manhattan
Duke Nukem: Proyecto Manhattan es un videojuego de correr y disparar en desplazamiento lateral de video desarrollado por Sunstorm interactivo, producido por 3D Realms y publicado por Arush Entertainment Fue lanzado para Microsoft Windows el 14 de mayo de 2002 en América del Norte y el 14 de junio de 2002 en Europa. Un puerto del juego fue lanzado más adelante en Xbox Live Arcade el 23 de junio de 2010 por 3D Realms directamente.

## Sinopsis
Proyecto Manhattan cuenta con el humor chauvinista del héroe de acción de Duke Nukem, esta vez la lucha es contra Mech Morphix, un científico loco que está utilizando un fango radiactivo llamado GLOPP (Plasma Gluón líquido Omega-Fases) para mutar criaturas en monstruos mortales con el fin de apoderarse de la isla de Manhattan, Nueva York. Estos enemigos son caimanes mutados,cucarachas gigantes, e incluso los policías de cerdo de Duke Nukem 3D. Duke también se enfrenta a algunos enemigos que no son mutantes, como las Robo-Bebés letales que están blandiendo un látigo gynoids. Niveles en el juego contienen partes reconocibles de Nueva York.
Proyecto Manhattan no es una secuela directa de los anteriores juegos de Duke. Proyecto Manhattan se parece mucho a la original de Duke Nukem debido a sus muchas semejanzas, como la de 'Mech Morphix' que mira y actúa muy similar (por ejemplo, media cara de metal y también un científico loco) al 'Dr. Protones, el principal antagonista de Duke Nukem. El elemento de desplazamiento lateral también rinde homenaje a la original.
El Principal enemigo de Duke en el juego originalmente iba a ser su viejo archienemigo el Doctor protones, pero esto fue cambiado para evitar posibles enfrentamientos de continuidad con Duke Nukem Forever. Aunque al final, Forever no tiene a protones en absoluto.

## Modo de juego
Proyecto Manhattan se juega desde una perspectiva 2.5D. Aunque el motor de los proyectos el juego es en 3D, el juego se limita a un plano bidimensional.
Duke Nukem: Manhattan Project fue construido con un motor 3D conocido como Prism3D. Los niveles y personajes son completamente tridimensionales, y la cámara y el duque se puede mover a lo largo de cualquier eje, pero el movimiento se limita a un plano bidimensional. Utilizando el motor 3D, el jugador puede acercarse y alejarse centrándose tanto en el enemigo que se aproxime o una visión global del campo. Duque puede agacharse, correr, saltar y deslizar patada por debajo de espacio en el mostrador pequeño.
El juego se organiza en ocho capítulos, cada uno con 3 partes. En cada parte, el jugador debe rescatar a una "Chica" atada a una bomba GLOPP y encontrar una tarjeta de acceso de color para abrir el camino a la siguiente parte. En algunas partes, el jugador puede usar un jetpack para volar sobre grandes espacios vacíos o terrenos peligroso. Los controles son también muy fáciles de acostumbrarse a ellos, con solo los botones para saltar, moverse, disparar, y el cambio de arma. Utilizando una trampa, el jugador puede mover la cámara en cualquier ángulo y hacer capturas de pantalla. El CD del juego incluye un editor de niveles llamado PrismEd, pero el nivel de creación de actividad para el juego nunca alcanzó la popularidad entre los jugadores, y solo una pequeña comunidad de edición de nivel está activo actualmente.

## Desarrollo
En 1996, George Broussard fue entrevistado sobre el futuro de los proyectos de 3D Realms:. Dijo que un Duke Nukem de desplazamiento lateral llamado Duke Nukem Forever esta en producción y se supone que vienen por Navidad de 1997 El proyecto fue cancelado después, con la reasignación del nombre de Duke Nukem Forever a la verdadera secuela de Duke Nukem 3D. Cuando el Proyecto Manhattan fue mostrado por primera vez al público, comenzaron los rumores acerca de lo que realmente se canceló en Duke Nukem Forever de desplazamiento lateral, pero desde entonces ha sido aclarado proyecto Manhattan es un juego original para Arush. Un puerto de Duke Nukem: Proyecto Manhattan fue lanzado para el Xbox Live Arcade el 23 de junio de 2010 por 800 Puntos Microsoft (MSP). La versión incluye dos premios de avatar (Jetpack y Duke Nukem logo T-shirt) que pueden ser desbloqueados en el juego.

## Situación legal
En el año 2004 del Proyecto Manhattan su desarrollador Arush Entertainment fue adquirida por HIP Interactive. Poco después, HIP se declaró en quiebra, y Arush con ellos. Debido a los procedimientos de quiebra, los derechos legales para el Proyecto Manhattan están ocupados por una empresa de corte de bancarrota nombrado.
3D Realms ha preguntado acerca de la recuperación de los derechos, pero ha sido incapaz de hacerlo. Esto ha sido detallado en línea un par de veces por unos pocos Siegler 3D Realms 'webmaster Joe en sus foros en línea, más recientemente, en junio de 2006. De la situación, Siegler dijo:
Arush esta comprada por una compañía más grande. La empresa matriz quebró, y Arush se vino abajo con ellos. DNMP es ahora la propiedad legal de un tribunal nombrado holding que participan en el procedimiento de quiebra de la empresa matriz.
Scott trato de contactar con ellos acerca de cualquier forma de obtener los derechos de nuevo para poder venderlo a nosotros mismos, o simplemente liberar como software libre. Por desgracia, dijo que la compañía "no está interesada en tratar con nosotros", por Scott.
Así DNMP está en el infierno de los derechos legales, por desgracia. Yo apostaría que la gente que "son" Duke Nukem, probablemente podríamos luchar contra eso y obtener los derechos, pero considera que no valdría la pena, de verdad. Una gran cantidad de costos en la corte solo para lanzar un juego como freeware, o vender cuando no se vendió mucho en primer lugar.
En algún momento después de la quiebra, el sitio web oficial de Duke Nukem: Proyecto Manhattan. En un momento oportuno y como fue registrado por un ocupante ilegal de dominio Por suerte, antes de que todos los materiales que se perdieron, Joe Siegler fue capaz de recuperar una copia de los contenidos oficiales de Duke Nukem: Proyecto Manhattan sitio web de un empleado de Arush anterior, y ahora alberga el contenido anterior en el sitio web 3D Realms.
A finales de febrero de 2009, la distribución de juegos en línea del sitio GOG.com anunciado algunos títulos de software de Apogee como en el futuro a la venta en su sitio. En esta lista el Duke Nukem: Proyecto Manhattan El juego en realidad se convirtió de nuevo en disponible a la venta el 10 de marzo de 2009 hasta el almacén GOG.com's en línea.. Cuando se les preguntó acerca de esta cadena de eventos, Joe Siegler respondió con un mensaje en los foros de 3D Realms, decir que un trabajo legal que se estaba haciendo en 2008 para despegar los derechos del juego. Al parecer, estos derechos han sido aclarados, pero la naturaleza exacta del problema (o mejor dicho, la resolución del atolladero legal) es actualmente desconocido.

## Curiosidades
- El villano principal Mech Morphix además de parecerse al villano original de la saga, el Dr.Protones, tiene también un gran parecido con el villano de la serie de televisión Action man, el Dr. X.

- Este juego contiene elementos de la otra saga apartada de la historia original como el apartarse totalmente de una invasión alienígena de Duke Nukem: Time to Kill y la inclusión de enemigos como los hombres rata y las Robo-bebés letales que aparecieron originalmente en Duke Nukem: Land of the Babes.

- Este juego fue durante mucho tiempo el único que le traía modernidad a la saga de juegos de [[Duke Nukem]] hasta la salida de Duke Nukem Forever en 2011.

- En uno de los capítulos, hace una invocación a Max Payne, personaje que también tiene su nexo con Nueva York.

"Time to deliver Max Payne into the A Train"

## Recepción
Proyecto Manhattan recibió calificaciones en su mayoría positivas, en el rango de 8.7 sobre 10. GameSpy dio al juego del 83%, que calificó de "un juego de plataformas arcade de carácter pulido a un precio razonable ... capta perfectamente Duque, gran rendimiento del sistema, el uso inteligente de 3D Del mismo modo, Game Over dio al juego una puntuación de 81%, lo elogió.: "El movimiento se mantiene a buen ritmo y hay un montón de monstruos para vencer a ... un paso evolutivo para actualizar la plataforma de juego sin jugar delegar en un tercero, por detrás de la espalda asunto "GameSpot, con una puntuación de 7,9 sobre 10, es más neutral, diciendo:" Es sencillo y bonito ... los niveles son enormes, y la mayoría tienen varios caminos que puede tomar. " IGN le otorgó una salida 7,7 de 10, citando," Manhattan Project es un ... juego pulido, juzgando que es un verdadero título digno de una recomendación, especialmente teniendo en cuenta su precio agudo y antihéroe familiar. "